# سايثيريا
سايثيريا (بالإنجليزية: Cytherea)‏ (مواليد 27.سبتمبر 1981 في سولت ليك هي ممثلة إباحية أمريكية وعارضة أزياء، معروفة بشكل خاص بمشاركة أعمالها في قذف الإناث أثناء ممارسة الجنس. بدأت مسيرتها المهنية في صناعة الأفلام الإباحية عام 2003، ومنذ ذلك الحين حصلت على جوائز عديدة تقديراً لأدائها في هذا المجال. تُعرف سايثيريا بلقب "ملكة القدف" بسبب تخصصها البارز في هذا النوع من المشاهد.

## وصلات خارجية
- سايثيريا على موقع IMDb (الإنجليزية)
- سايثيريا على موقع قاعدة بيانات الفيلم (الإنجليزية)